# 格林齊夫里格
49°55′15″N 35°36′44″E / 49.92083°N 35.61222°E
赫林齊夫-里赫（烏克蘭語：Гринців Ріг）是位於烏克蘭東部的村莊，由哈爾科夫州博霍杜希夫區的瓦爾基市鎮負責管轄。該村始建於1750年，面積1平方公里，海拔高度200米，2001年人口226，人口密度每平方公里235.4人。